# 陳楠
陳 楠（チェン・ナン、英語: Chen Nan、1981年6月30日 - ）は中国・山東省青島市出身の女子バスケットボール選手。ポジションはガード。中国女子バスケットボールリーグ・八一チャイナテレコム所属。バスケットボール女子中国代表。

## 来歴
2001年アジア選手権優勝メンバー。2010年アジア大会でも金メダル獲得。
2004年アテネ、2008年北京、2012年ロンドンの3大会連続出場。
2016年リオデジャネイロ五輪世界最終予選にも出場。

### WNBA
2009年にはWNBAのシカゴ・スカイでプレーした。